# 安江大學
安江大學（越南语：／?）是位于越南湄公河三角洲安江省的一所全日制公办本科大學。学校由胡志明市國家大學主管。

## 历史沿革
越南共和国时代，和好教会获政府批准于1970年在安江省建立了和好大学院，并开设六个学院：文科师范、农学、语言学、企业管理、贸易及国际关系，学校一直开展招生教学工作，直到1975年南越覆亡。
1976年，新成立的越南政府接管和好大学院并将其收归公有，并在文科师范学院的基础上设立安江师范高等专科学校。1999年12月30日，越南政府通过241/1999/QĐ-TTg号政令，将安江师范高等专科学校升格为本科层次的安江大学，并明定学校由安江省人民委员会主管，主要为安江及邻近各省市培训合格干部。
2019年8月，越南政府决定安江大学加入胡志明市國家大學，成为后者旗下的成員大學。

## 外部連結
- 安江大學主頁 （页面存档备份，存于）（越南文）